# 路澤納 (亞利桑那州)
路澤納（英語：Luzena）是位於美國亞利桑那州科奇斯縣的一個非建制地區。該地的面積和人口皆未知。

## 地理
路澤納的座標為32°21′17″N 109°37′36″W / 32.35472°N 109.62667°W，而該地的平均海拔高度為1225米（即4019英尺）。